# Miracolosa guarigione della figlia di Benvegnudo da San Polo
Il telero Miracolosa guarigione della figlia di Benvegnudo da S. Polo è un dipinto (tempera su tela) del pittore Giovanni Mansueti, databile intorno al 1506, attualmente alle Gallerie dell'Accademia di Venezia.

## Storia
Il dipinto formava parte di un ciclo pittorico commissionato dalla Confraternita della Scuola Grande di San Giovanni Evangelista ed eseguito tra il 1496 ed il primo decennio del XVI secolo da Pietro Perugino ed un gruppo di pittori veneziani tra i più rispettati dell'epoca, fra i quali Vittore Carpaccio, Gentile Bellini, Lazzaro Bastiani, Benedetto Diana e, appunto, Giovanni Mansueti. Si trattava di un ciclo di nove tele per la Sala Grande della sede della confraternita che dovevano narrare la storia dei miracoli compiuti da un frammento di legno della croce su cui Gesù fu crocifisso, che era stato donato alla confraternita nel 1369 da Philippe de Mézières, cancelliere del Regno di Cipro e Gerusalemme. La reliquia ben presto fu oggetto di grande venerazione e diventò il simbolo della Scuola.
Delle nove tele del ciclo, quella del Perugino è andata purtroppo perduta, mentre gli otto dipinti restanti sono oggi tutti conservati in una medesima sala alle Gallerie dell'Accademia di Venezia. Tra di essi, due sono opera di Giovanni Mansueti: Miracolo della reliquia della Santa Croce in campo San Lio, che egli realizzò attorno al 1496 e Miracolosa guarigione della figlia di Benvegnudo da S. Polo, la cui esecuzione, secondo la critica più recente, è posteriore di quasi dieci anni.

## Descrizione
Oggetto del dipinto è la miracolosa guarigione nel 1414 della piccola figlia di Benvegnudo, la quale, paralitica sin dalla nascita, guarì al tocco di tre candele che il padre aveva accostato alla reliquia della Santa Croce. La scena si svolge su due piani collegati da una sontuosa scala,  su cui si affollano vari personaggi che vogliono assistere all’ evento. Nella parte superiore, fra arcate a tutto sesto sorrette da colonne, il Mansueti descrive con cura e precisione l’interno e gli arredi della stanza dove avviene la guarigione. Spiccano il camino riccamente decorato, gli intarsi marmorei nelle pareti, le due monofore sulla parete di fronte allo spettatore, dalle quali si intravedono alcune costruzioni e il soffitto a cassettoni. Sulla parete del palazzo dove si svolge il fatto, a destra dello spettatore, sporge un balconcino da dove una giovane donna osserva incuriosita la folla. In basso la scena è divisa in due parti: a sinistra, è raffigurato il canale di accesso al palazzo, dal quale sopraggiungono alcune imbarcazioni, mentre a destra sono ritratti vari personaggi, probabilmente notabili dell'epoca, la maggior parte dei quali volge lo sguardo allo spettatore. Il personaggio più curioso è un vecchio barbuto, seduto tra la scala e il canale, che tiene al guinzaglio un ghepardo.
Domina nell'intero dipinto un'atmosfera attonita, cadenzata dal ritmico susseguirsi delle figure e dell'architettura che danno all'insieme una sensazione di staticità.